# Burmannia capitata
Burmannia capitata är en enhjärtbladig växtart som först beskrevs av Thomas Walter och Johann Friedrich Gmelin, och fick sitt nu gällande namn av Carl Friedrich Philipp von Martius. Burmannia capitata ingår i släktet Burmannia och familjen Burmanniaceae. Inga underarter finns listade i Catalogue of Life.

## Bildgalleri

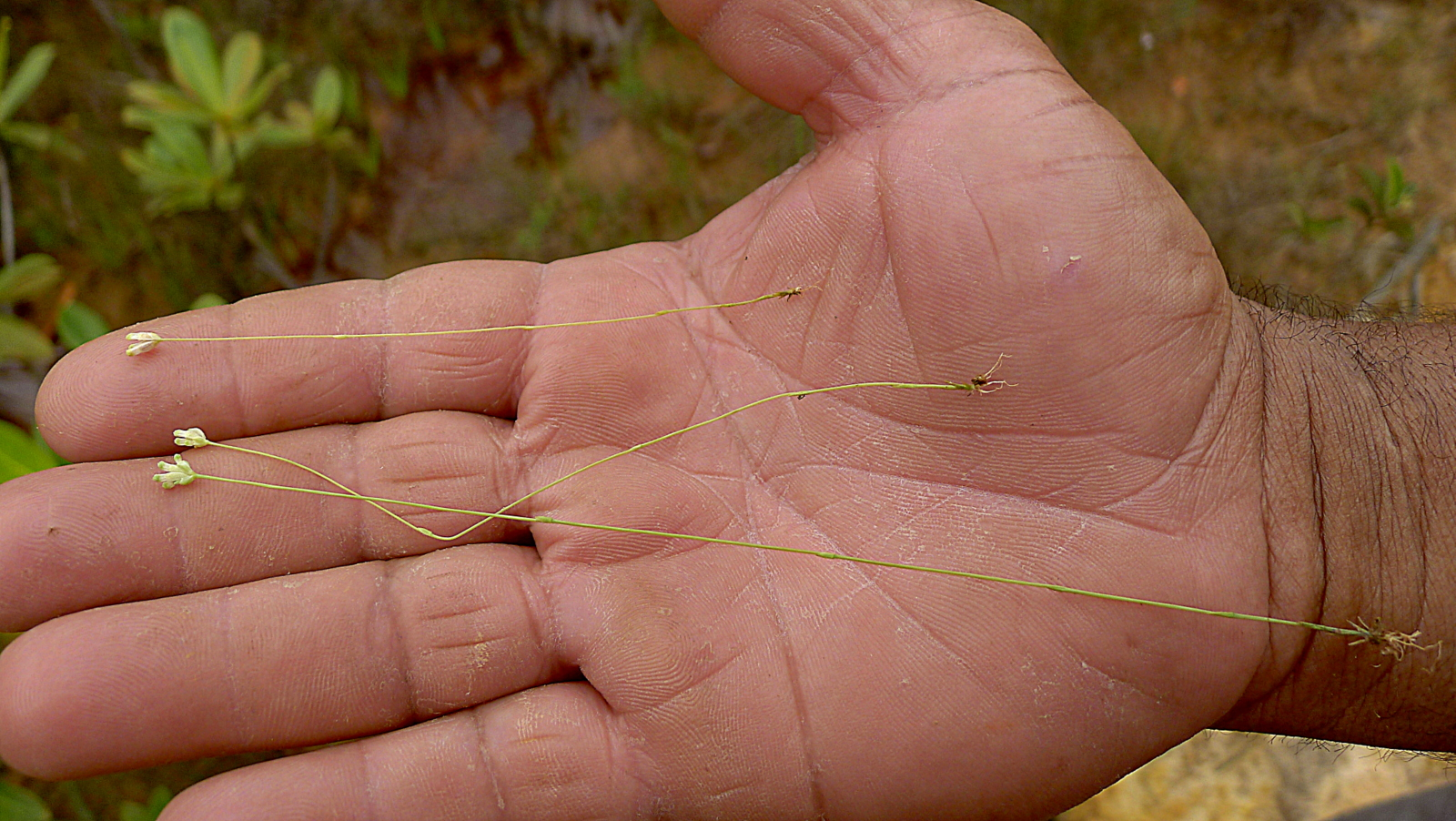
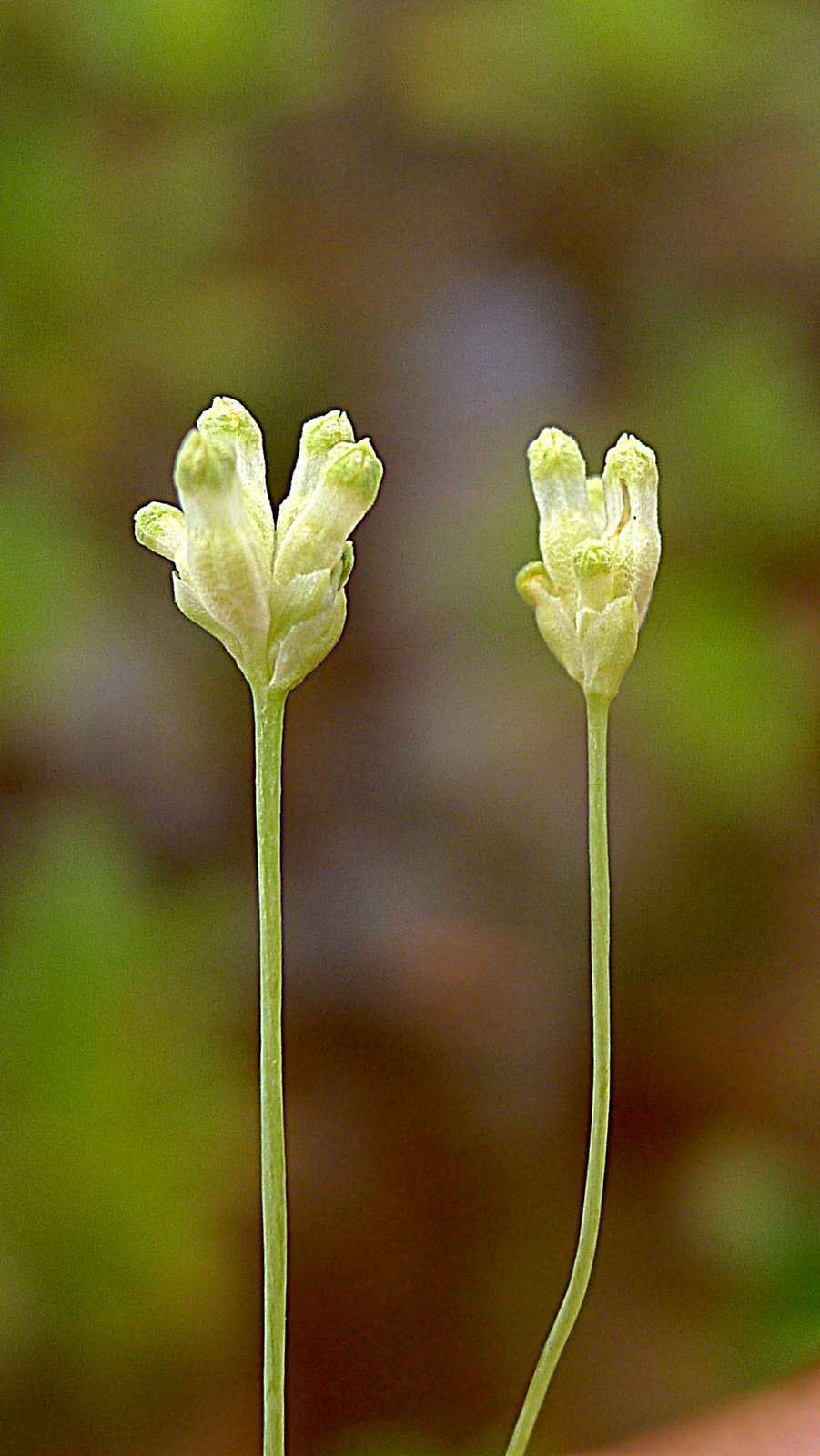
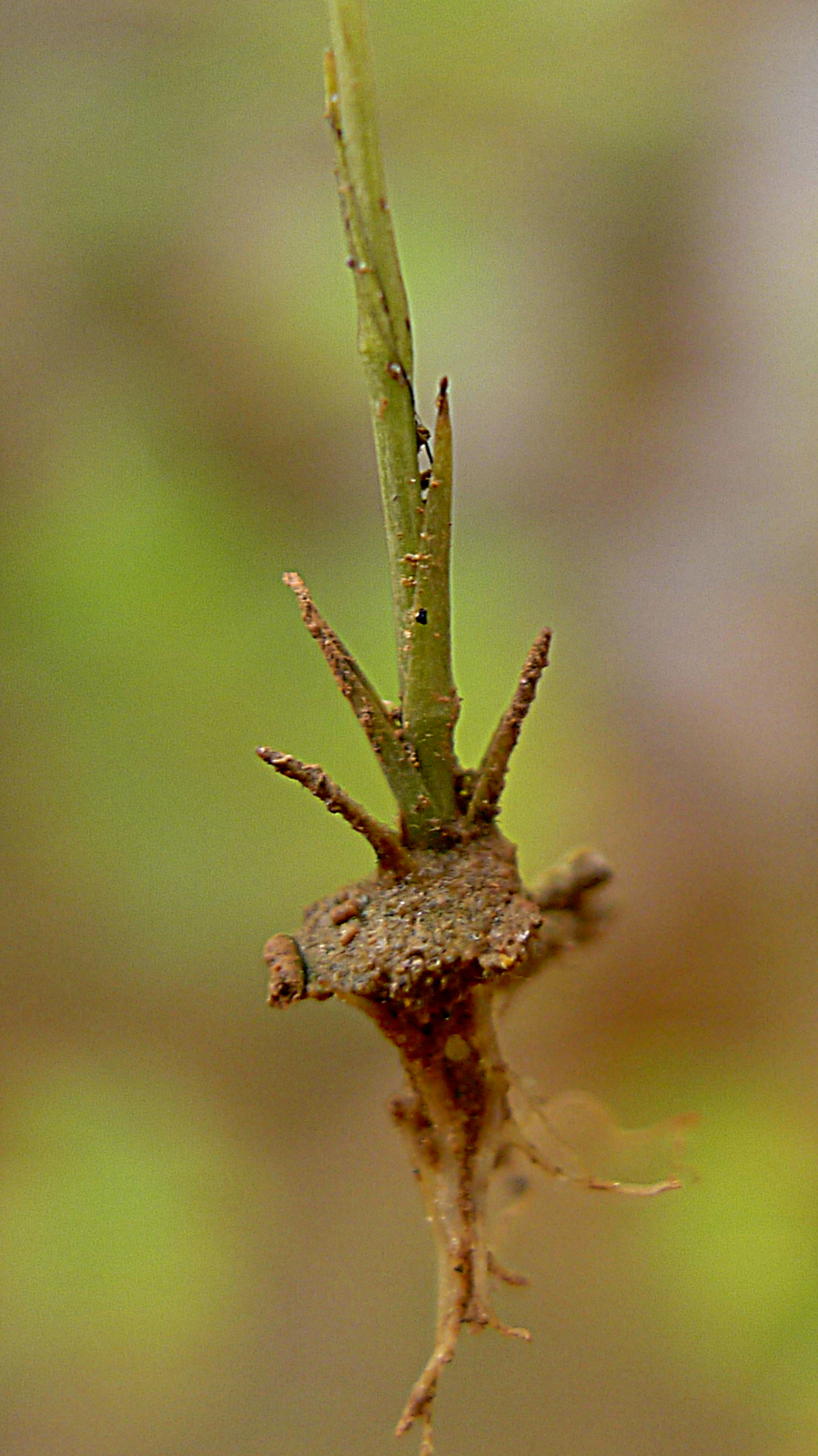
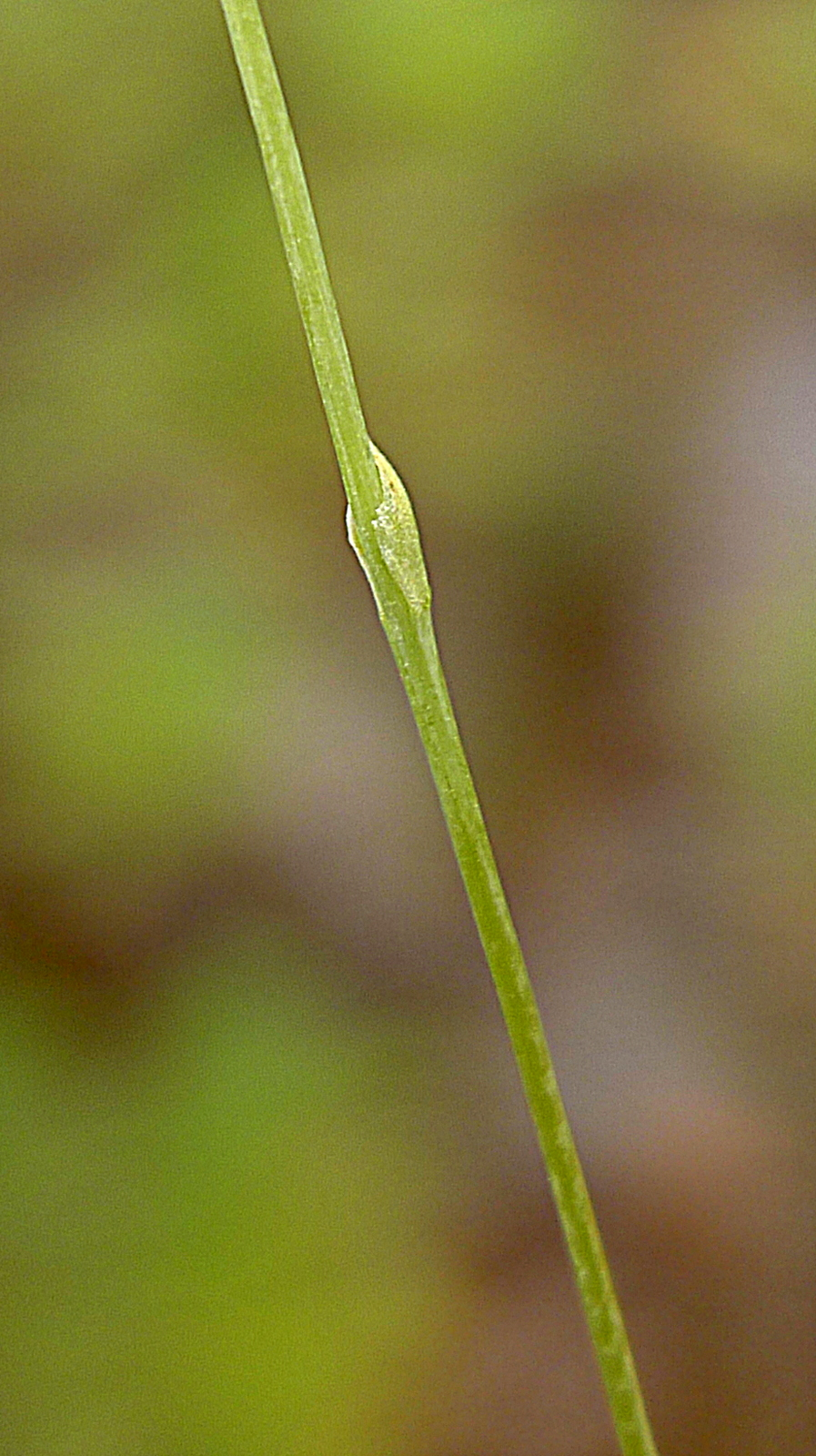
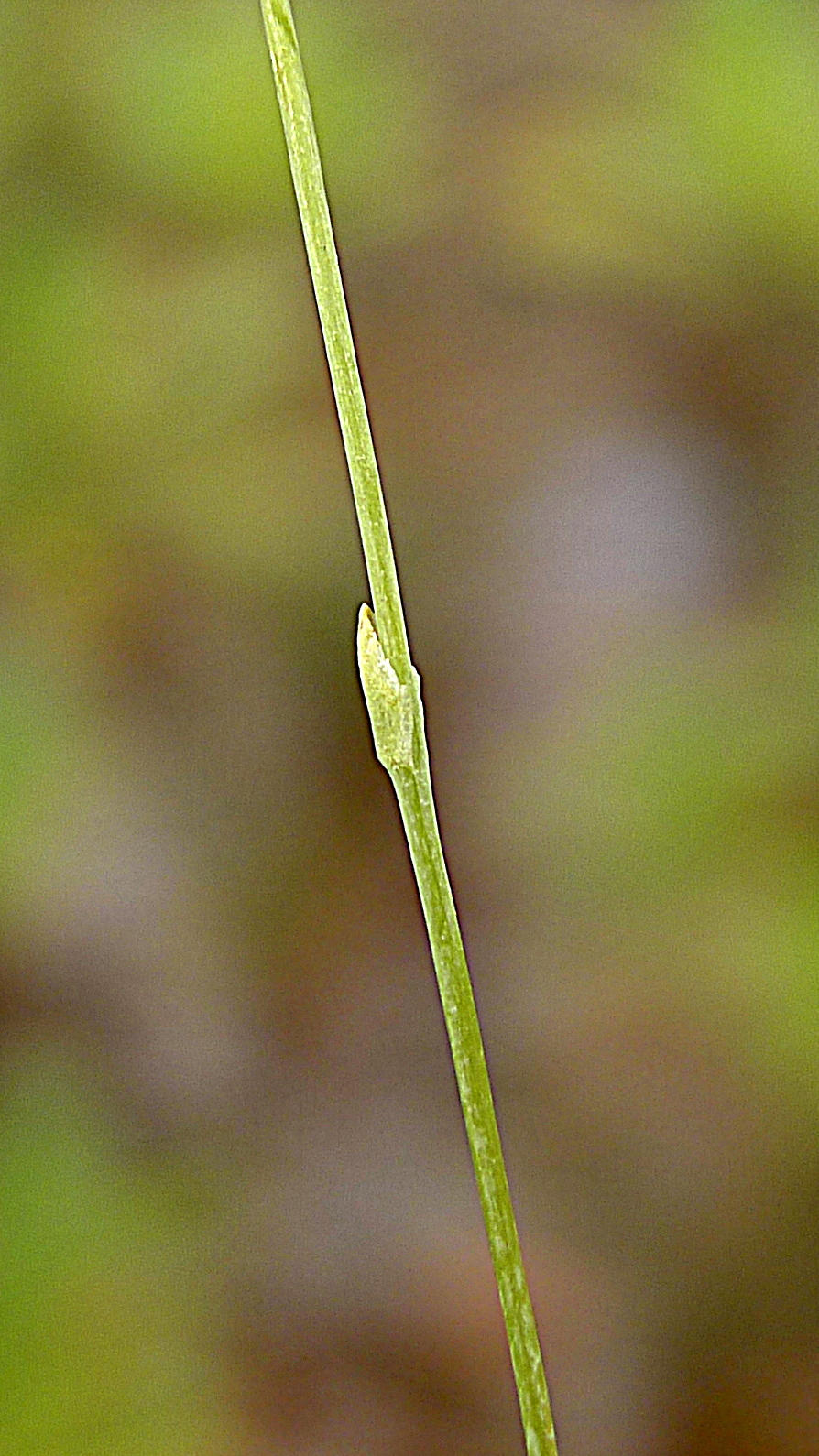